# Comitato di Liptó
Il comitato di Liptó (in ungherese Liptó vármegye, in slovacco Liptovská župa, in tedesco Komitat Liptau, in latino Comitatus Liptoviensis) è stato un antico comitato del Regno d'Ungheria, situato nell'attuale Slovacchia settentrionale. Capoluogo del comitato era Liptovský Mikuláš (in ungherese Liptószentmiklós).

## Geografia fisica
Il comitato di Liptó era situato nel versante meridionale dei Monti Tatra occidentali e confinava con il territorio austriaco della Galizia, nonché con gli altri comitati di Szepes, Gömör-Kishont, Zólyom, Turóc e Árva.

## Storia
In seguito al Trattato del Trianon (1920) l'intero comitato venne assegnato alla neonata Cecoslovacchia ed ebbe le seguenti vicende amministrative:
- 1918-1922: Liptovská župa CS
- 1923-1928: Podtatranská župa CS
- 1928-1939: Slovenská krajina/zem CS
- 1940-1945: Tatranská župa SK
- 1945-1948: Slovenská krajina CS
- 1949-1960: Žilinský kraj CS
- 1960-1990: Stredoslovenský kraj CS
- dal  1996: Žilinský kraj CS, SK

Dall'indipendenza della Slovacchia (1993) il territorio dell'antico comitato fa parte della regione di Žilina.